# کارگر بازنده است
کارگر بازنده است (ایتالیایی: Chi lavora è perduto) یک فیلم درام ایتالیایی به کارگردانی تینتو براس است که در سال ۱۹۶۳ منتشر شد. از بازیگران آن می‌توان به فرانکو آرکالی اشاره کرد.
این فیلم در سال ۲۰۰۸ میلادی در فهرست ۱۰۰ فیلم به‌یادماندنی سینمای ایتالیا قرار گرفت.